# Klaus Geitel
Klaus Geitel (* 14. August 1924 in Berlin; † 14. Juni 2016 ebenda) war ein deutscher Musik-, Tanz- und Ballettkritiker sowie Unternehmer.

## Leben
Klaus Geitel wurde als Sohn des Unternehmers Gustav Geitel in Berlin-Karlshorst geboren. Sein Vater gründete eine Fahnenfabrik, die in der Zeit des Nationalsozialismus unter anderem Hakenkreuzfahnen und Judensterne herstellte. Klaus Geitel beteiligte sich mit seinem Bruder Rolf am 1948 neu gegründeten Unternehmen BEST Berliner Stoffdruckerei GmbH. Nachdem er mit 21 Jahren aus dem Krieg zurückgekehrt war, ging er in die SBZ und leitete die vom Vater übernommene Spirituosenfabrik in Stendal.
Als Schüler hatte Geitel vor dem Kriegsdienst in etlichen Aufführungen der Berliner Krolloper und im Schauspielhaus am Gendarmenmarkt als Statist mitgewirkt. Weiterhin fasziniert vom Kulturbetrieb beendete er später seine Tätigkeit in der Stendaler Spirituosenfabrik und studierte in Halle Musikwissenschaft, Archäologie, Germanistik, Romanistik sowie vor allem Kunstgeschichte bei Wilhelm Worringer. Anschließend setzte er sein Studium sowie die häufigen Theater- und Konzertbesuche in West-Berlin fort, wo Edwin Redslob dem Doktoranden einen dreimonatigen Forschungsaufenthalt an der Sorbonne in Paris vermittelte. Dort brach Geitel jedoch seine Dissertation über den Maler Jean Fouquet ab, nachdem er feststellen musste, dass dieser in den letzten Jahren ausreichend erforscht worden war. Geitel begeisterte sich stattdessen bald für die aktuellen kulturellen Ereignisse der Metropole, blieb anderthalb Jahre in Paris und besuchte dort allein mehr als 178 Ballett- und Tanzaufführungen. Er lernte Künstler wie Alberto Giacometti, Hans Bellmer, Wols oder Lou Albert-Lasard persönlich kennen und freundete sich u. a. mit Hans Werner Henze an. Dann kehrte er nach Westberlin zurück und arbeitete wieder kaufmännisch im väterlichen Betrieb; abends war er regelmäßiger Besucher der Musik-, Ballett- und später auch Opernaufführungen.

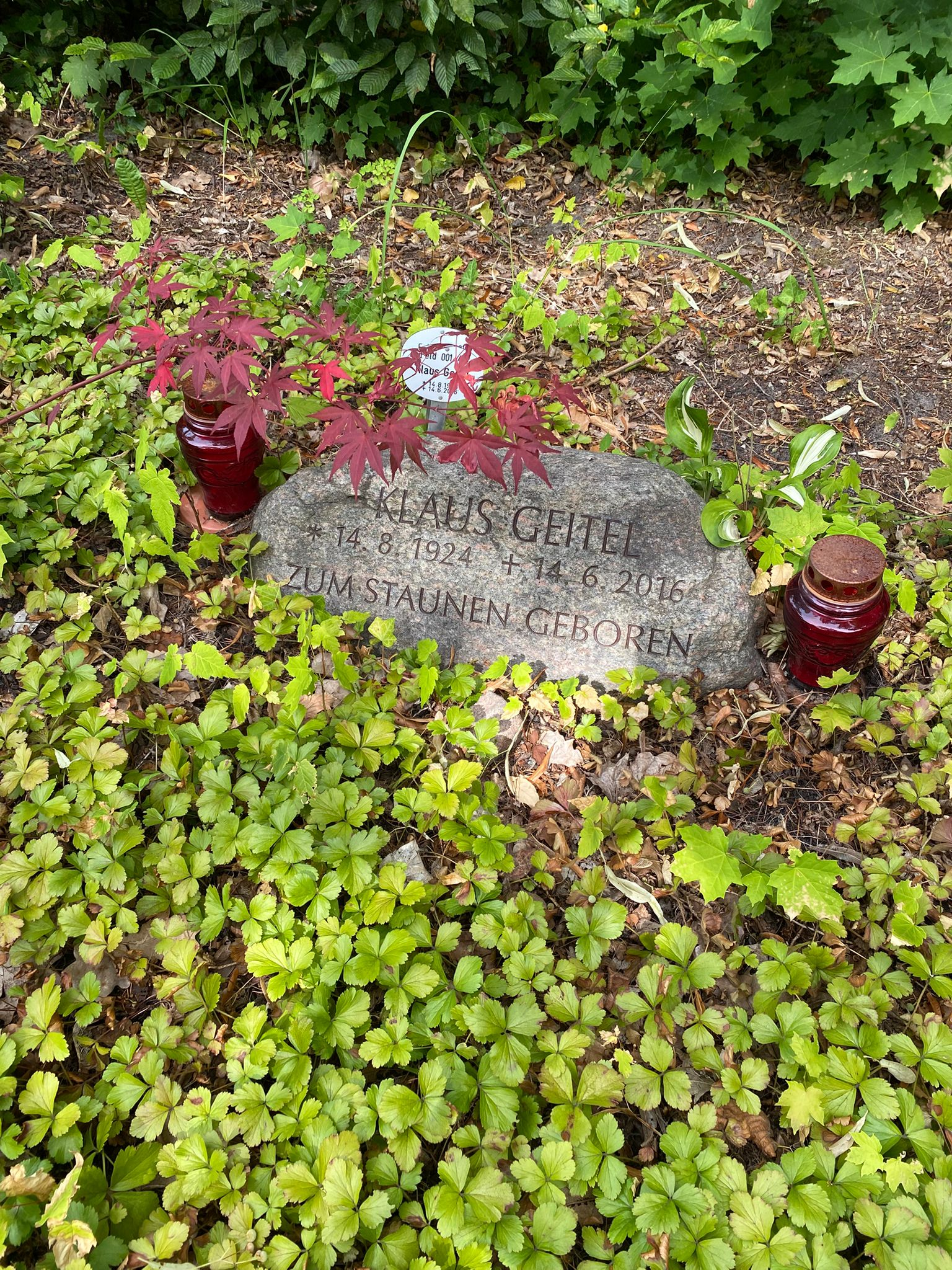
Grabstätte auf dem Friedhof Zehlendorf

Erst 1958 erschien auf Einladung eines polnischen Musikjournalisten sein erster Beitrag (über das Festival Warschauer Herbst) in der Tageszeitung Die Welt. Kurze Zeit später kündigte dort der Ballettkritiker Horst Koegler. Geitel begann an seiner Stelle in der Zeitung als freier Mitarbeiter über Ballett und Musik zu berichten. Nach zwei Jahren erhielt er einen Redakteursvertrag ohne Redakteurspflichten. Ab 1976 schrieb Geitel auch für die Berliner Morgenpost. Er wurde zu einem der prominentesten deutschen Musikjournalisten und Ballettkritiker seiner Zeit. Geitel verfasste rund fünfzehntausend Kritiken; er veröffentlichte zehn eigene Bücher und zahlreiche andere als Mitautor. Nach eigener Aussage verbrachte er „Tausende von Stunden vor Radio-Mikrophonen“ (unter anderem in „Klassik zum Frühstück“ beim Sender Freies Berlin) und war außerdem für verschiedene Fernsehsender tätig. Außerdem moderierte Geitel auf den Konzertpodien eigene Programme, beispielsweise mit bzw. für den Countertenor Jochen Kowalski oder die Sopranistin Dame Gwyneth Jones.
Sein Archiv teilte er zu Lebzeiten auf und übergab den Ballett- und Tanzteil dem Deutschen Tanzarchiv Köln, den Bestand zu Komponisten, Instrumentalisten und Sängern dem Archiv der Akademie der Künste in Berlin. Sein Lebenspartner, Adoptivsohn und Erbe Rodney Geitel-Bautista war 2019 Mitherausgeber eines Bands mit einer Auswahl von Geitels Tanzkritiken.
Klaus Geitel verstarb im Alter von 91 Jahren und wurde auf dem Friedhof Zehlendorf (Feld 001-481) beigesetzt.

## Veröffentlichungen (Auswahl)
- Ballettzentrum Paris. Rembrandt, Berlin 1960.
- Ballett vor der Premiere. Rembrandt, Berlin 1961.
- Stars auf Spitze. Rembrandt, Berlin 1963.
- Der Tänzer heute. Rembrandt, Berlin 1964.
- Der Tänzer Rudolf Nurejev. Rembrandt, Berlin 1967.
- Hans Werner Henze. Rembrandt, Berlin 1968.
- Das Abenteuer Béjart. Rembrandt, Berlin 1970.
- Fragen an Friedrich Gulda. Rembrandt, Berlin 1973, ISBN 978-3-7925-0202-0.
- John Cranko. Ballett für die Welt. Thorbecke, Sigmaringen 1977, ISBN 978-3-7995-2005-8.
- Zum Staunen geboren: Stationen eines Musikkritikers. Henschel, Berlin 2005, ISBN 978-3-89487-496-4.
- Frank-Manuel Peter, Thomas Thorausch (Hrsg.): „Man ist kühn genug, um unmodern zu sein“. Klaus Geitels Tanzkritiken 1959–1979. Henschel, Leipzig 2019, ISBN 978-3-89487-804-7.